# Il Montale

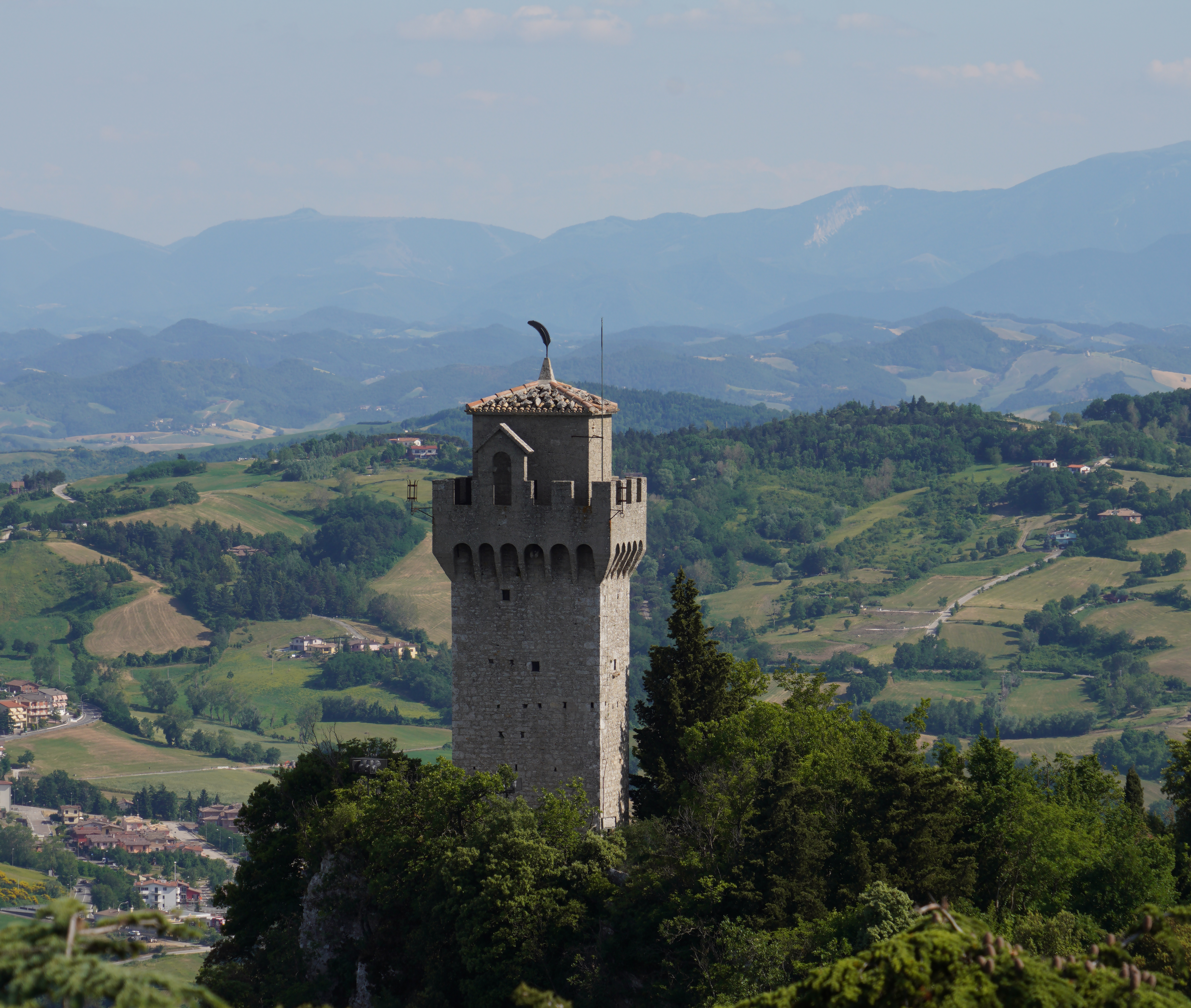
Il Montale

Il Montale is een van de drie torens van San Marino welke symbool staan voor de staat San Marino. De toren staat op de laagste top van de Monte Titano en is in de 14e eeuw gebouwd. In tegenstelling tot de andere twee torens, de La Guaita en La Cesta, is Il Montale niet toegankelijk voor publiek. De toren wordt samen met de andere twee torens op de vlag van San Marino afgebeeld.